# Галкіна Катерина Олександрівна
Катерина Олександрівна Галкіна (біл. Кацярына Аляксандраўна Галкіна) (нар. 25 лютого 1997, Мінськ, Білорусь) — білоруська гімнастка (художня гімнастика). Багаторазова призерка чемпіонатів світу та Європи з художньої гімнастики.

## Біографія
Катерина Галкіна народилася 25 лютого 1997 року у Мінську. Закінчила Білоруський державний університет фізичної культури.

## Виступи на Олімпіадах
| Олімпіада           | Дисципліна                  | Місце |
| ------------------- | --------------------------- | ----- |
| Ріо-де-Жанейро 2016 | Індивідуальне багатоборство | 6     |